# 韶姓
韶姓是中文姓氏之一，在《百家姓》中排第260位。在现代是极罕见的姓氏。

## 起源
1. 源自於有虞氏(舜的樂官)，属於以官职称谓为氏。
2. 另有一說，發源於粤北韶州，以地名为氏。

## 分布
- 歷史: 韶氏族人大多以太原为郡望，说明历史上的山西太原曾经是韶氏族人聚集和发迹之地，韶氏与大多数姓氏居民一样，当是繁衍于中原地区，后来因战乱等原因逐渐迁徙到大江南北。当代，韶氏族人只在陕西境内有极少量零星分布。

- 现代: 大多分布于北京和沈阳。

## 郡望
- 太原郡：战国时秦国置，郡治为晋阳，今为山西太原市。

## 脚注
[在维基数据编辑]
 《百家姓》
 《欽定古今圖書集成·明倫彙編·氏族典·韶姓部》，出自陈梦雷《古今圖書集成》